# 水木竜司
水木 竜司（みずき りゅうじ、1960年5月31日 - ）はタイミングファクトリー所属の舞台俳優、声優。青森県出身。以前はウォーターオリオンに所属していた。身長173cm。趣味はスキーと格闘技観戦。主に劇団東少のミュージカルに出演している。

## 出演作品

### 舞台
- 白雪姫
- 白鳥の湖
- マルコ・ポーロの冒険
- アルプスの少女ハイジ
- シンデレラ
- 赤い靴
- 眠れる森の美女（大臣・料理番頭）
- グイン・サーガ 炎の群像
- 天狼星（川崎部長刑事）
- 鬼火ヶ淵（浪人、神谷左之助）
- キャバレー（滝川修二）
- 新撰組大変記-夢幻伝説-（土方歳三）
- ロマンクエスト（ゲームマスター）
- タンゴ・ロマンティック（小此木勝輝）
- 言霊の樹（竜王/寺尾）
- ナマコの方程式（和泉タク）
- さらしなにっき（ウルトラマンエース）
- キャバレー
- 踊るやくざシリーズ　レギュラー：宗方周二役

### Vシネマ
- 侠嵐
- 踊るやくざ YAKUZA-MAN参上！（2012年、ファイナルバロック）

### テレビドラマ
- はぐれ刑事純情派
- さすらい刑事旅情編
- 火曜サスペンス劇場 「婚約解消殺人事件」

### テレビアニメ
- パワーパフガールズ（バーニーバーンステイン）

### OVA
- サヨナラみどりが池（伝さん）
- HUNTER×HUNTER（ツェズゲラ）
  - HUNTER×HUNTER GREED ISLAND
  - HUNTER×HUNTER G・I Final

### ゲーム
- 龍が如く（世良勝）
- 龍が如く2（堂島宗兵）
- ファウスタス（マーリン）
- シンプル1500 カードゲーム
- ドラえもん のび太の恐竜2006 DS
- ドラえもん のび太の新魔界大冒険DS

### CDドラマ
- スイートドラゴン（リリー・ガンガ）
- 安倍晴明シリーズ